# Dària Bilodid
Dària Hennàdivna Bilodid (en ucraïnès: Дарья Геннадіївна Білодід; Kíiv, 10 d'octubre de 2000) és una judoka ucraïnesa, que competeix en la categoria de pes lleuger (actualment -57 kg). Ha participat en 2 Olimpíades, guanyant la medalla de bronze en els Jocs Olímpics de Tòquio, en la categoria de -48 Kg. A més, ha guanyat 4 medalles d'or als Campionats del Món i 7 medalles (6 d'or) en els Campionats d'Europa.
Filla del prestigiós judoka Hennàdiy Bilodid, esdevingué durant els campionats del món del 2018 la campiona mundial més jove del món de judo, davant la japonesa Ryōko Tani.
La medalla de bronze aconseguida a les Olimpíades del 2020 va ser la primera medalla olímpica de judo en la història del seu país.
Amb la invasió russa d'Ucraïna del 2022, es va refugiar a València.
El 2023, no va participar al Campionat del Món de Doha, com a resposta de la selecció d'Ucraïna, a l'acceptació de la participació dels judokes russos i bielorussos.

## Trajectòria professional
| Jocs Olímpics     | Jocs Olímpics | Jocs Olímpics | Jocs Olímpics |
| Any               | Indret        | Posició       | Categoria     |
| ----------------- | ------------- | ------------- | ------------- |
| 2020              | Tòquio        | 2             | -48 kg        |
| 2024              | París         | 2a ronda      | -57 kg        |
| Campionat Mundial |               |               |               |
| 2017              | Budapest      | 1/8 final     | -48 Kg        |
| 2018              | Bakú          | 1             | –48 kg        |
| 2019              | Tòquio        | 1             | –48 kg        |
| 2022              | Taixkent      | 7a posició    | -57 kg        |
| Campionat Europeu |               |               |               |
| Any               | Indret        | Medalla       | Categoria     |
| 2017              | Varsòvia      | 1             | –48 kg        |
| 2019              | Minsk         | 1             | –48 kg        |
| 2021              | Lisboa        | 2             | –48 kg        |
| 2022              | Sofia         | 2a ronda      | -57 kg        |
| 2024              | Zagreb        | 1             | -57 kg        |